# El padrastro
El padrastro, cuyo título original en inglés es The Stepfather, es una película estadounidense del 1987 del género suspense con elementos del cine de terror dirigida por Joseph Ruben y protagonizada por Terry O'Quinn.

## Trama
Jerry Blake es un hombre severamente perturbado mentalmente cuya vida adulta gira completamente alrededor de su búsqueda de la familia perfecta. Cuando era niño, era constantemente expuesto a versiones idealizadas de una familia mientras debía lidiar con su propia familia disfuncional. 
Un día ya de adulto y con una familia formada, descubre que ésta se está convirtiendo en lo que fue la familia en la que creció, y que él mismo se está convirtiendo en lo que era su padre. Por eso decide matar a toda su familia y comenzar una nueva vida. 
Se muda a otro estado y allí conoce a una viuda y su hija. Su nueva hijastra desconfía de él desde el principio y poco a poco descubre la verdad sobre el pasado de su nuevo padrastro.

## Reparto
| Actor         | Personaje                 |
| ------------- | ------------------------- |
| Terry O'Quinn | Jerry Blake, el padrastro |
| Jill Schoelen | Stephanie Maine           |
| Shelley Hack  | Susan Maine               |

## Secuelas
Se estrenaron dos secuelas de esta película; en 1989 se estrenó Stepfather II y en 1992, Stepfather III.
El 6 de junio de 2006, Screen Gems anunció que filmaría una nueva versión de esta película que se estrenó en 2009 con el mismo título.